# Bandar-e Anzali
Bandar Anzali (antiguamente Anzali, en persa: بندر انزلی‎) es una ciudad portuaria de Irán en la provincia de Guilán en la boca de la laguna ( mordab ) de Anzali y en la costa del mar Caspio cerca del delta del río Sefid. El puerto está dividido en dos por la laguna y está unido a la isla de Beheshti por dos puentes. Antes de la revolución de 1979 era conocida como  'Bandar Pahlavi '(بندر پهلوی) nombre que le fue dado en 1925 cuando se llamaba sólo Anzali. Tiene una población de 110.643 habitantes (2006). Es la capital mundial del caviar. 
La ciudad es capital del shahristān de Anzalī o de Čahār Farīża, el nombre de cuatro antiguas localidades Kolver, Bašman, Sangāčīn, i Kopūrčāl; está formado por 21 pueblos.

## Historia

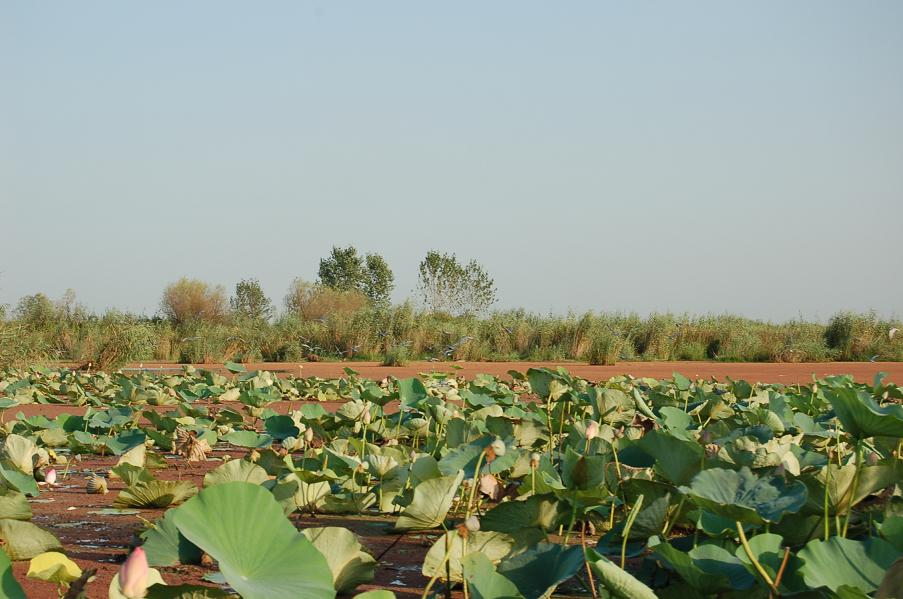
Laguna de Anzali.

La ciudad ya era conocida a finales del siglo XV; en el siglo XVIII estaba considerada como el puerto de Rasht (a 40 km). Pertenecía a los khanes de Gaskar y los rusos establecieron una estación comercial; en 1805 incendiaron el puerto a su retorno de una incursión en Rasht. Durante este siglo se estableció como distrito separado de Persia. En 1872/1873 se garantizó el monopolio del comercio al ruso Lianozoff. Una carretera que unía la ciudad con Rasht fue acabada en 1900. Reza Shah la bautizó Bandar Pahlavi, el nombre de su dinastía. En 1975 ya sobrepasaba los 50.000 habitantes.

## Bibliografía

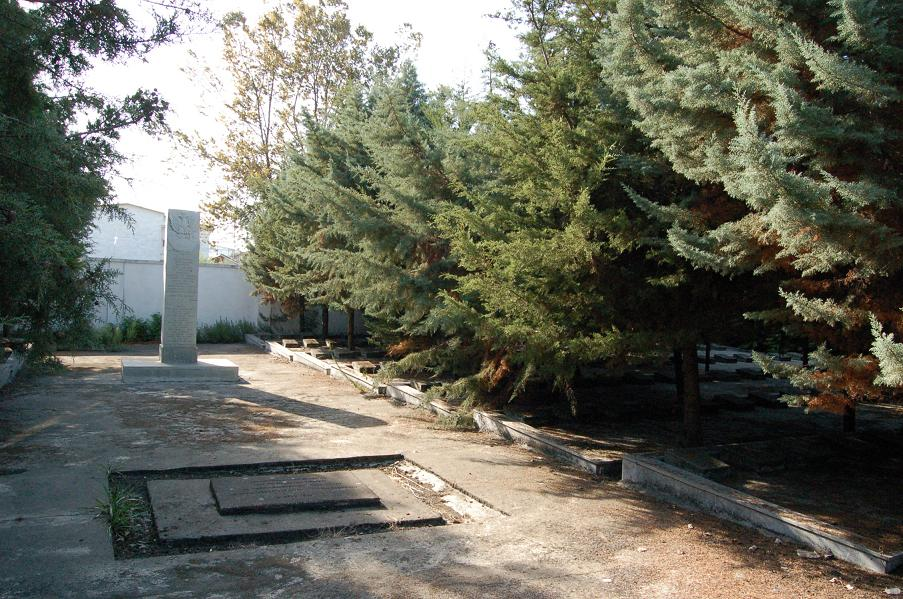
Cementerio polaco en Anzali.